# Liste de revues historiques par ordre alphabétique
Cette page présente une liste de revues historiques, classées par ordre alphabétique ; sont également inclus quelques magazines de vulgarisation.
- Haut – A
- B
- C
- D
- E
- F
- G
- H
- I
- J
- K
- L
- M
- N
- O
- P
- Q
- R
- S
- T
- U
- V
- W
- X
- Y
- Z

## A
- Abenteuer Archäologie
- Alaska History
- Albion
- American Historical Review
- American Jewish History
- American Journal of Archaeology
- American Journal of Philology
- L’Amuse-Bouche : La revue française de Yale
- Anabases
- Annales de Bourgogne
- Annales de Bretagne et des pays de l'Ouest
- Annales d'Éthiopie
- Annales. Histoire, Sciences sociales
- Annales historiques de la Révolution française
- Annales du service des antiquités de l'Égypte
- L'Année épigraphique
- Annual Register
- Antike Welt
- Antiquity
- Archäologie in Deutschland
- Archäologisches Korrespondenzblatt
- Archives internationales d'histoire des sciences
- Arkheia
- Arthuriana
- Australian Historical Studies

## B
- Bibliothèque de l’École des chartes
- Book History
- British Museum Quarterly
- Bulletin d'archéologie marocaine
- Bulletin de la Société d’archéologie copte
- Bulletin de la Société d’égyptologie
- Bulletin de la Société française d’égyptologie
- Bulletin de l’Institut français d’archéologie orientale
- Bulletin d'histoire politique
- Bulletin des musées royaux d’art et d’histoire
- Bulletin of the American Schools of Oriental Research
- Bulletin of the Australian Centre for Egyptology
- Bulletin of the Egyptological Seminar
- Bulletin of the History of Medicine
- Bulletin of the Metropolitan Museum of Art

## C
- Cahiers d'histoire : Revue d'histoire critique
- Cahiers d'histoire de l'Institut de recherches marxistes
- Cahiers du monde russe
- Cahiers Georges Sorel
- Cap-aux-Diamants
- Centaurus
- Central Asia Monitor
- Chiron
- Chronique d’Égypte
- Chroniques de Port-Royal
- Chung-Hsing Historiography
- Church History
- Clio
- Communisme
- Le Cygne

## D
- Damals, magazine de vulgarisation
- Diasporas. Histoire et sociétés

## E
- Economic History Review
- Eighteenth-Century Studies
- English Historical Review
- Ethnographisch-archäologische Zeitschrift

## F
- La France pittoresque
- Francia
- Food & History
- French History

## G
- Germania
- Geschichte und Gesellschaft
- Gloire & Empire
- Gnomon
- Göttinger Forum für Altertumswissenschaft
- Göttinger Miszellen
- Gymnasium

## H
- Hermes
- Hespéris-Tamuda
- L’Histoire
- Histoire de l'éducation
- Histoire de l'Antiquité à nos jours
- Historia (revue française)
- Historia (revue allemande)
- Historical Journal, successeur du Cambridge Historical Journal
- Historical Research
- Historical Studies in the Physical and Biological Sciences
- Historisch-politische Zeitschrift
- Historische Zeitschrift
- History Review
- History Today
- History Workshop Journal

## I
- Iranian Studies Journal
- Isis
- Israel Exploration Journal

## J
- Journal for the History of Astronomy
- Journal of African History
- Journal of American History, successeur de la Mississippi Valley Historical Review
- Journal of Astronomical History and Heritage
- Journal of Colonialism and Colonial History
- Journal of Egyptian Archaeology
- Journal of Hellenic Studies
- Journal of Interdisciplinary History
- Journal of Joan of Arc Studies
- Journal of Medieval Military History
- Journal of Modern History
- Journal of Near Eastern Studies
- Journal of Pacific History
- Journal of Popular Culture
- Journal of Social History
- Journal of the American Oriental Society
- Journal of the American Research Center in Egypt
- Journal of the Gilded Age and Progressive Era ; Gilded Age ; Progressive Era ;
- Journal of the History of Ideas
- Journal of the History of Philosophy
- Journal of the Manchester Egyptian and Oriental Society
- Journal of Negro History
- Journal of the Royal Asiatic Society
- Journal of the Siam Society
- Journal of Women’s History

## K
- Kailash
- Klio

## L
- Late Imperial China

## M
- Mannus
- Mediterranean Historical Review
- Mil neuf cent. Revue d'histoire intellectuelle
- Mitteilungen des Deutschen archäologischen Instituts Abteilung Kairo
- Le Mouvement Social

## N
- Nikephoros
- La Nouvelle Revue d'histoire (La NRH)

## O
- Oriens Extremus
- Oriflamme
- Osiris
- Ostracon

## P
- Pacific Northwest Quarterly
- Palestine Exploration Quarterly
- Parlement(s), Revue d'histoire politique
- Past & Present
- Petits Propos Culinaires
- Philologus
- Prétorien
- Problems of Post-Communism
- Proceedings of the Society of Biblical Archaeology
- Programming Historian

## R
- Revue historique des armées
- Revolutionary History
- Revue archéologique
- Revue belge de philologie et d'histoire
- Revue de l'Art
- Revue des deux Mondes
- Revue d'assyriologie et d'archéologie orientale
- Revue d'histoire de l'Amérique française
- Revue d'histoire du XIXe siècle
- Revue d'histoire et de philosophie religieuses
- La Revue d'Histoire Militaire
- Revue d’histoire moderne et contemporaine
- Revue d'histoire nordique
- Revue d'histoire religieuse du Brabant wallon
- Revue historique
- Revue d'histoire de l'Amérique française
- Revue de la Seconde Guerre mondiale
- Revue Mabillon
- Revue Napoléon
- Rheinisches Museum für Philologie
- Rivista storica italiana

## S
- Scandia
- Sixteenth Century Journal: The Journal of Early Modern Studies
- Seventeen Century
- SOAS Bulletin of Burma Research
- Soldats napoléoniens
- Speculum
- Studi sul Settecento Romano
- Studia Troica
- Studien zur altägyptischen Kultur

## T
- Technology and Culture
- Le Temps des médias

## V
- Valentiana
- Vestnik Drevnel Istorii
- Vierteljahrshefte für Zeitgeschichte
- Vingtième Siècle. Revue d’histoire
- Der Volksstaat

## W
- Waffen- und Kostümkunde
- William and Mary Quarterly

## Z
- Zamane
- Zeitschrift für Ägyptische Sprache und Altertumskunde
- Zeitschrift für Assyriologie und vorderasiatische Archäologie
- Zeitschrift für die Geschichte des Oberrheins
- Zeitschrift für Geschichtswissenschaft
- Zeitschrift für Papyrologie und Epigraphik